# Echinorhynchus gadi
Echinorhynchus gadi is een soort haakworm uit het geslacht Echinorhynchus. De worm behoort tot de familie Echinorhynchidae. Echinorhynchus gadi werd in 1776 beschreven door Zoega in Müller.